# Encefalopatía hepática
La encefalopatía hepática (EH) es un término médico asignado para describir una anormalidad neuropsiquiátrica causada por toxicidad del cerebro y del sistema nervioso secundario a insuficiencia hepática y/o derivación sanguínea porto-sistémica (por exposición del cerebro a concentraciones elevadas de sustancias tóxicas: sobre todo amoníaco). Puede ser un trastorno progresivo y crónico o de aparición aguda y es en algunos casos reversible. Es posible que ocurra en ausencia de daños hepáticos.

## Clasificación
Basado en la duración y severidad de los trastornos hepáticos, la EH se presenta en dos formas:
1. Encefalopatía portal sistémica (EPS), fundamentada en hipertensión portal severa.
2. Falla hepática fulminante (FHF).

## Causas
Esta enfermedad también suele clasificarse en función de su origen o causa:
| Tipo A | Asociado a lesión hepática aguda                                                 |
| Tipo B | Asociado a derivación portosistémica                                             |
| Tipo C | Asociado a cirrosis hepática e hipertensión portal con derivación portosistémica |

La causa específica de la encefalopatía provocada por insuficiencia hepatocelular, son desconocidas. Existen diversas teorías en donde al parecer la causa fisiológica inicial del cuadro es la incorrecta destoxificación de la sangre en su paso por el hígado. Es así que la acumulación de diversos compuestos tóxicos termina afectando el sistema nervioso central. Dentro de estas sustancias, el compuesto principal es el amonio, la cual entra a nivel neuronal provocando un desbalance hidroosmolar, que conlleva a la ruptura celular además de otros efectos celulares tóxicos.
Por otra parte, ciertas entidades clínicas, tanto agudas como crónicas, acompañan con los signos neurológicos de un coma hepático:
- Hemorragia gastrointestinal[8]
- Azoemia
- Trastornos del equilibrio ácido-base
- Infecciones[9]
- Sedantes[10]
- Hepatitis (alcohólica o viral)

La EH es especialmente frecuente en los cirróticos y de particular importancia si han sido sometidos a una anastomosis porto-cava para aliviar la hipertensión portal.
| Tipo                                      | Causas |
| ----------------------------------------- | --- |
| Excesiva sobrecarga de nitrógeno          | Consumo de grandes cantidades de proteínas , sangrado gastrointestinal , por ejemplo, de várices esofágicas (la sangre tiene un alto contenido de proteínas, que se reabsorbe en el intestino), insuficiencia renal (incapacidad para excretar productos de desecho que contienen nitrógeno, como la urea ), estreñimiento |
| Alteraciones electróliticas o metabólicas | La hiponatremia (nivel bajo de sodio en la sangre) y la hipopotasemia (niveles bajos de potasio ) son comunes en quienes toman diuréticos, a menudo utilizados para el tratamiento de la ascitis; además alcalosis (disminución del nivel de ácido), hipoxia (niveles insuficientes de oxígeno), deshidratación            |
| Fármacos                                  | Sedantes como las benzodiazepinas (a menudo utilizadas para suprimir la abstinencia de alcohol o el trastorno de ansiedad ), narcóticos (utilizados como analgésicos o drogas de abuso), antipsicóticos, intoxicación por alcohol                                                                                          |
| Infecciones                               | Neumonía, infección del tracto urinario, peritonitis bacteriana espontánea, otras infecciones |
| Otros                                     | Cirugía , progresión de la enfermedad hepática, causa adicional de daño hepático (por ejemplo, hepatitis alcohólica, hepatitis A ) |
| Desconocido                               | En el 20-30% de los casos, no se puede encontrar una causa clara para un ataque |

## Signos y síntomas
En la práctica clínica, la encefalopatía hepática se clasifica en cuatro categorías, con un deterioro cada vez más avanzado del estado mental de cada categoría.
| Grado     | Manifestación clínica                                                                                                | Función neuromuscular                                                              |
| --------- | --- | ---------------------------------------------------------------------------------- |
| Grado I   | Trastornos del sueño Alteración de la concentración Depresión, ansiedad o irritabilidad                              | Voz monótona Temblor Dificultades en la escritura Apraxia de construcción          |
| Grado II  | Letargo, apatía, desorientación mínima del tiempo y el espacio, cambios de personalidad y comportamiento inapropiado | Ataxia Disartria Asterixis Automatismos (p. ej., bostezos, pestañeos, succión      |
| Grado III | Somnolencia, confusión, desorientación, amnesia, Ira, paranoia                                                       | Nistagmo Rigidez muscular Hiperreflexia o hiporreflexia                            |
| Grado IV  | Coma | Pupilas dilatadas Reflejos oculocefálicos u oculovestibulares Postura descerebrada |

La evaluación objetiva y constante en busca de síntomas y signos de traumas neuropsiquiátricas es fundamental en la detección precoz de complicaciones características de la insuficiencia hepática. Las alteraciones del sistema nervioso central se caracterizan por:
- Cambios en la personalidad, y en la conducta.
  - Acentuación de los rasgos del carácter habituales o la aparición de los opuestos
  - Euforia o depresión injustificada
- Asterixis.
- Trastornos de la conciencia.
  - Déficit de atención, lentitud de las respuestas intelectuales, desorientación temporo-espacial y bradipsiquia
  - Trastornos del sueño: inversión del ritmo del sueño, somnolencia diurna e insomnio durante la noche
- Modificaciones en el EEG.
- Coma.
  - Hipertonía muscular, rigidez en rueda dentada (o signo de Babinski bilateral), hiperreflexia, clono rotuliano y aquíleo.
  - Pueden aparecer convulsiones en estados más avanzados.

## Tratamiento
- Tratamiento de la causa
- Limpieza intestinal con lactulosa por vía oral o enemas
- Restricción de las proteínas en la dieta

El tratamiento de la causa suele revertir los casos leves. La eliminación de los productos entéricos tóxicos es el otro objetivo y se logra a través de varios métodos. El intestino debe limpiarse con enemas o, con mayor frecuencia, con jarabe de lactulosa por vía oral, que puede administrarse a través de un tubo en los pacientes en coma. Este disacárido sintético es un catártico osmótico que también reduce el pH del colon, lo que a su vez disminuye la producción fecal de amoníaco. La dosificación inicial, entre 30 y 45 mL por vía oral tres veces al día, debe ajustarse para producir 2 o 3 deposiciones blandas por día. La ingesta diaria de proteínas debe aproximarse a 1 mg/kg/día, sobre todo de origen vegetal. Los antibióticos no absorbibles, como la neomicina y la rifampicina, son eficaces para la encefalopatía hepática. La rifampicina suele preferirse porque la neomicina es un aminoglucósido y puede desencadenar ototoxicidad o nefrotoxicidad.
La sedación empeora la encefalopatía y debe evitarse siempre que sea posible. En los pacientes en coma provocado por una hepatitis fulminante, las medidas de soporte minuciosas y la atención de enfermería asociadas con la prevención y el tratamiento de las complicaciones aumentan la tasa de supervivencia. La administración de altas dosis de corticosteroides, la exanguinotransfusión y otros procedimientos complejos diseñados para eliminar las toxinas circulantes no suelen mejorar la evolución. Los pacientes que empeoran debido a insuficiencia hepática fulminante podrían recuperarse con trasplante de hígado.
No se comprobó que otros tratamientos, como levodopa, bromocriptina, flumazenil, benzoato de sodio, infusiones de aminoácidos ramificados, cetoanálogos de aminoácidos esenciales y prostaglandinas, resulten eficaces. Los sistemas complejos de filtrado del plasma (hígado artificial) resultaron promisorios, pero aún deben evaluarse.